# آنت کراسبی
آنت کراسبی (انگلیسی: Annette Crosbie؛ زادهٔ ۱۲ فوریهٔ ۱۹۳۴) یک هنرپیشه اهل بریتانیا است. وی از سال ۱۹۵۹ میلادی تاکنون مشغول فعالیت بوده‌است.
از فیلم‌ها یا برنامه‌های تلویزیونی که وی در آن نقش داشته‌است می‌توان به به‌سوی جنگل، دختران تقویم، آزمون سخت برای اثبات بی‌گناهی و تیراندازی ماهی اشاره کرد.